# Lista de prêmios e indicações recebidos por Shinee
A seguir está uma lista de prêmios e indicações recebidos por Shinee, uma famosa boy band da Coreia do Sul, formada por Onew, Jonghyun, Key, Minho e Taemin.

## Prêmios principais

### Asia Model Festival Awards
| Ano  | Prêmio                   | Trabalho nomeado | Resultado |
| ---- | ------------------------ | ---------------- | --------- |
| 2011 | Prêmio de Cantor Popular | Shinee           | Venceu    |

### Asia Song Festival
| Ano  | Prêmio                       | Trabalho nomeado | Resultado |
| ---- | ---------------------------- | ---------------- | --------- |
| 2008 | Melhor Novo Artista Asiático | Shinee           | Venceu    |

### Cyworld Digital Music Awards
| Ano  | Prêmio                     | Trabalho nomeado | Resultado |
| ---- | -------------------------- | ---------------- | --------- |
| 2008 | Rookie Of The Month (Maio) | Shinee           | Venceu    |

### Golden Disc Awards
| Ano  | Prêmio                     | Trabalho nomeado | Resultado |
| ---- | -------------------------- | ---------------- | --------- |
| 2008 | Newcomer Album of the Year | The Shinee World | Venceu    |
| 2009 | Prêmio de Popularidade     | Shinee           | Venceu    |
| 2009 | Digital Bonsang            | Ring Ding Dong   | Indicado  |
| 2010 | Prêmio de Popularide       | Shinee           | Venceu    |
| 2010 | Disk Bonsang               | Lucifer          | Venceu    |
| 2013 | Disk Bonsang               | Sherlock         | Venceu    |
| 2013 | Prêmio de Popularidade     | Shinee           | Venceu    |

### Korea Best Dresser Awards
| Ano  | Prêmio              | Trabalho nomeado | Resultado |
| ---- | ------------------- | ---------------- | --------- |
| 2010 | Best Dressed Singer | Shinee           | Venceu    |

### Korea Culture Entertainment Awards
| Ano  | Prêmio                     | Trabalho nomeado | Resultado |
| ---- | -------------------------- | ---------------- | --------- |
| 2012 | Melhor Vocalista Masculino | Shinee           | Venceu    |

### Korea Entertainment Arts Awards
| Ano  | Prêmio                    | Trabalho nomeado | Resultado |
| ---- | ------------------------- | ---------------- | --------- |
| 2008 | Best Newcomer             | Shinee           | Venceu    |
| 2010 | Prêmio de Grupo Masculino | Shinee           | Venceu    |

### Korean Pop Culture and Arts Award
| Ano  | Prêmio              | Trabalho nomeado | Resultado |
| ---- | ------------------- | ---------------- | --------- |
| 2012 | Ministro da Cultura | Shinee           | Venceu    |

### K-Pop Lovers! Awards
| Ano  | Prêmio         | Trabalho nomeado              | Resultado |
| ---- | -------------- | ----------------------------- | --------- |
| 2011 | Artista do Ano | Shinee                        | Venceu    |
| 2011 | Single do Ano  | Replay (You're My Everything) | Venceu    |

### MBC Gayo Daejun
| Ano  | Prêmio                        | Trabalho nomeado | Resultado |
| ---- | ----------------------------- | ---------------- | --------- |
| 2011 | Grupo mais esperado para 2012 | Shinee           | Venceu    |

### Melon Music Awards
| Ano  | Prêmio                            | Trabalho nomeado | Resultado |
| ---- | --------------------------------- | ---------------- | --------- |
| 2009 | Bonsang                           | Shinee           | Indicado  |
| 2009 | Star Award                        | Shinee           | Indicado  |
| 2010 | Netizens Popularity Battle Awards | Lucifer          | Indicado  |
| 2010 | Netizens Popularity Battle Awards | Hello            | Indicado  |
| 2012 | Prêmio Global Star                | Shinee           | Indicado  |
| 2013 | Bonsang                           | Shinee           | Venceu    |
| 2013 | Artista do Ano (Daesang)          | Shinee           | Venceu    |

### Mnet 20's Choice Awards
| Ano  | Prêmio           | Trabalho nomeado | Resultado |
| ---- | ---------------- | ---------------- | --------- |
| 2008 | Hot New Star     | Shinee           | Venceu    |
| 2012 | 20’s Performance | Shinee           | Indicado  |
| 2013 | 20’s Performance | Shinee           | Venceu    |

### MTV Video Music Awards Japan
| Ano  | Prêmio                                        | Trabalho nomeado | Resultado |
| ---- | --------------------------------------------- | ---------------- | --------- |
| 2008 | Melhor Novo Grupo Masculino                   | Shinee           | Venceu    |
| 2010 | Melhor Performance de Dança - Grupo Masculino | Shinee           | Indicado  |
| 2012 | Canção do Ano                                 | Sherlock         | Indicado  |
| 2012 | Melhor Performance de Dança - Grupo Masculino | Shinee           | Venceu    |
| 2013 | Melhor Performance de Dança - Grupo Masculino | Dream Girl       | Venceu    |
| 2013 | Canção do Ano                                 | Dream Girl       | Indicado  |
| 2013 | Artista do Ano                                | SHINee           | Indicado  |
| 2013 | Melhor Grupo Masculino                        | SHINee           | Indicado  |

| Ano  | Prêmio             | Trabalho nomeado | Resultado |
| ---- | ------------------ | ---------------- | --------- |
| 2012 | Melhor Coreografia | Lucifer          | Indicado  |

### SBS MTV Best Of The Best
| Ano  | Prêmio                 | Trabalho nomeado | Resultado |
| ---- | ---------------------- | ---------------- | --------- |
| 2011 | Global Star            | Shinee           | Venceu    |
| 2012 | Performance Ao Vivo    | Shinee           | Venceu    |
| 2012 | Melhor Grupo Masculino | Shinee           | Venceu    |
| 2013 | Artista do Ano         | Shinee           | Venceu    |

### Seoul Music Awards
| Ano  | Prêmio                 | Trabalho nomeado | Resultado |
| ---- | ---------------------- | ---------------- | --------- |
| 2009 | Best Newcomer          | Shinee           | Venceu    |
| 2009 | Prêmio de Popularidade | Shinee           | Indicado  |
| 2010 | Bonsang Award          | 2009, Year of Us | Venceu    |
| 2011 | Bonsang Award          | Lucifer          | Venceu    |
| 2011 | Prêmio de Popularidade | Shinee           | Venceu    |
| 2013 | Bonsang Award          | Sherlock         | Venceu    |
| 2013 | Prêmio de Popularidade | Shinee           | Venceu    |

### Singapore Entertainment Awards
| Ano  | Prêmio                                     | Trabalho nomeado | Resultado |
| ---- | ------------------------------------------ | ---------------- | --------- |
| 2010 | Nova Geração de Artistas                   | Shinee           | Venceu    |
| 2011 | Prêemio de Popularidade de Artista Coreano | Shinee           | Indicado  |
| 2012 | Artista Coreano Mais Popular               | Shinee           | Indicado  |
| 2013 | Cantor Coreano Mais Popular                | Shinee           | Indicado  |
| 2013 | Vídeo Musical Mais Popular (K-Pop)         | Shinee           | Indicado  |

### Style Icon Awards
| Ano  | Prêmio            | Trabalho nomeado | Resultado |
| ---- | ----------------- | ---------------- | --------- |
| 2008 | Prêmio Novo Ícone | Shinee           | Venceu    |

### Ting Digital Music Awards
| Ano  | Prêmio               | Trabalho nomeado | Resultado |
| ---- | -------------------- | ---------------- | --------- |
| 2009 | Ting's Choice Artist | Shinee           | Venceu    |

### Tower Records Awards
| Ano  | Prêmio             | Trabalho nomeado | Resultado |
| ---- | ------------------ | ---------------- | --------- |
| 2011 | Artista do Ano     | Shinee           | Venceu    |
| 2011 | Rookie of the Year | Shinee           | Venceu    |

### World Music Awards
| Ano  | Prêmio                               | Trabalho nomeado                                  | Resultado |
| ---- | ------------------------------------ | ------------------------------------------------- | --------- |
| 2013 | Melhor Grupo do Mundo                | Shinee                                            | Pendente  |
| 2013 | Melhor Apresentação Ao Vivo do Mundo | Shinee                                            | Pendente  |
| 2013 | World's Best Entertainer Of The Year | Shinee                                            | Pendente  |
| 2013 | Melhor Álbum do Mundo                | Chapter 1. Dream Girl – The Misconceptions of You | Pendente  |

## Prêmios de programas musicais
Trata-se de uma coleção de vitórias do Shinee em programas musicais na televisão da Coreia do Sul.

### Music Bank
| Ano  | Data          | Canção                   |
| ---- | ------------- | ------------------------ |
| 2009 | 5 de junho    | "Juliette"               |
| 2009 | 19 de junho   | "Juliette"               |
| 2009 | 30 de outubro | "Ring Ding Dong"         |
| 2009 | 6 de novembro | "Ring Ding Dong"         |
| 2010 | 30 de julho   | "Lucifer"                |
| 2010 | 6 de agosto   | "Lucifer"                |
| 2010 | 15 de outubro | "Hello"                  |
| 2012 | 6 de abril    | "Sherlock (Clue + Note)" |
| 2012 | 13 de abril   | "Sherlock (Clue + Note)" |
| 2013 | 8 de março    | "Dream Girl"             |
| 2013 | 15 de março   | "Dream Girl"             |
| 2013 | 25 de outubro | "Everybody"              |
| 2015 | 29 de maio    | "View"                   |
| 2015 | 5 de junho    | "View"                   |
| 2015 | 12 de agosto  | "Married To The Music"   |
| 2015 | 14 de agosto  | "Married To The Music"   |

### Inkigayo
| Ano  | Data           | Canção                   |
| ---- | -------------- | ------------------------ |
| 2008 | 21 de setembro | "Love Like Oxygen"       |
| 2009 | 28 de junho    | "Juliette"               |
| 2009 | 5 de julho     | "Juliette"               |
| 2009 | 1 de novembro  | "Ring Ding Dong"         |
| 2009 | 8 de novembro  | "Ring Ding Dong"         |
| 2009 | 15 de novembro | "Ring Ding Dong"         |
| 2010 | 8 de agosto    | "Lucifer"                |
| 2010 | 15 de agosto   | "Lucifer"                |
| 2010 | 17 de outubro  | "Hello"                  |
| 2012 | 1 de abril     | "Sherlock (Clue + Note)" |
| 2012 | 8 de abril     | "Sherlock (Clue + Note)" |
| 2012 | 15 de abril    | "Sherlock (Clue + Note)" |
| 2013 | 17 de março    | "Dream Girl"             |
| 2013 | 27 de outubro  | "Everybody"              |

### M! Countdown
| Ano  | Data            | Canção                   |
| ---- | --------------- | ------------------------ |
| 2008 | 18 de setembro  | "Love Like Oxygen"       |
| 2009 | 5 de novembro   | "Ring Ding Dong"         |
| 2012 | 29 de março     | "Sherlock (Clue + Note)" |
| 2013 | 28 de fevereiro | "Dream Girl"             |
| 2013 | 7 de março      | "Dream Girl"             |
| 2013 | 14 de março     | "Dream Girl"             |
| 2013 | 13 de outubro   | "Everybody"              |

### Show Champion
| Ano  | Data            | Canção                   |        |
| ---- | --------------- | ------------------------ | ------ |
| 2012 | 27 de março     | "Sherlock (Clue + Note)" |        |
| 2012 | 3 de abril      | "Sherlock (Clue + Note)" |        |
| 2013 | 27 de fevereiro | "Dream Girl"             |        |
| 2013 | 6 de março      | "Dream Girl"             |        |
| 2013 | 13 de março     | "Dream Girl"             |        |
| 2013 | 20 de março     | "Dream Girl"             |        |
| 2013 | 23 de outubro   | "Everybody"              |        |
| 2013 | 2015            | 27 de maio               | "View" |
| 2015 | 12 de agosto    | "Married To The Music"   |        |

### Show! Music Core
| Ano  | Data          | Canção      |
| ---- | ------------- | ----------- |
| 2013 | 26 de outubro | "Everybody" |
| 2015 | 6 de junho    | "View"      |